# 베나지르 부토 국제공항
베나지르 부토 국제공항(우르두어: بینظیر بھٹو بین الاقوامی ہوائی اڈہ, 영어: Benazir Bhutto International Airport, IATA: ISB,  ICAO: OPRN)은 파키스탄 라왈핀디에 있었던 국제공항으로, 파키스탄 국제항공의 허브 공항이었다. 이슬라마바드 중심가에서 12km 떨어져 있다. 하지만 이용객이 지속적으로 늘어남에 따라 2018년 5월에 이슬라마바드 국제공항의 개항에 따라 전 노선이 이관되었고, 현재는 폐쇄되었다.

## 역사
본래 이슬라바마드 국제공항으로 개항하였으나, 파키스탄의 수상이었던 베나지르 부토의 이름을 따서 베나지르 부토 국제공항으로 변경하였다. 이슬라마바드 신 공항이 개항하기 전까지 파키스탄 국제항공과 샤힌 에어의 허브 공항으로 사용되었다. 항공 교통 증가에 따라 국가에서 공항 현대화와 확장을 하였고 2015년 프로젝트가 완료되었다. 그럼에도 항공량이 급증하자 현재의 공항을 대체하고자 새로운 공항을 신설하기로 결정, 2018년 5월에 이슬라마바드 신 공항이 개항함에 따라 전 노선을 이관하게 되었고 현재는 민간 항공노선을 운항하고 있지않다.

## 같이 보기
- 파키스탄의 교통